# Stanisławów (Chlewiska)
Pour les articles homonymes, voir Stanisławów.
Stanisławów [staniˈswavuf] est un village polonais de la gmina de Chlewiska, du powiat de Szydłowiec et dans la voïvodie de Mazovie dans le centre-est de la Pologne.
Le village a une population de 90 habitants en 2008.